# كيت ميليت
كاثرين موراي ميليت (بالإنجليزية: Kate Millett)‏، وُلدت في 14 سبتمبر عام 1934 وتوفيت في 6 سبتمبر عام 2017. كانت كاتبة نسوية أمريكية، ومعلمة، وفنانة، وناشطة. التحقت بجامعة أكسفورد، وكانت أول امرأة أمريكية تحظى بشهادة مع مرتبة الشرف من الدرجة الأولى بعد دراستها في كلية سانت هيلدا، أكسفورد. وُصفت بكونها «تأثيرًا مبتكرًا على الموجة الثانية من الحركة النسوية»، وحظيت بشهرة واسعة على إثر كتابها السياسة الجنسية (1970)، الذي بُني على أطروحتها للدكتوراه في جامعة كولومبيا. تعزو الصحفية ليزا فيذرستون تحقيق مطالب لم تتخيل النساء حصولهن عليها مثل «الإجهاض القانوني، والمساواة في العمل بين الرجال والنساء، والحرية الجنسية» إلى ما بذلته ميليت من جهود.
كانت حركات النسوية، وحقوق الإنسان، والسلام، والحقوق المدنية، ومعارضة الطب النفسي هي الأسباب الرئيسية التي قامت ميليت لأجلها. تأثرت كتبها بنشاطها، مثل حقوق المرأة، وتقويم الطب النفسي، وكان العديد من كتبها ذكريات لسيرتها الذاتية تسبر فيها نشاطها الجنسي وحالتها الذهنية وعلاقاتها الاجتماعية. في ستينيات القرن الماضي وسبعينياته، درّست ميليت في كل من كلية برين ماور، وجامعة واسيدا، وكلية بارنارد، وجامعة كاليفورنيا (بركلي). بعض آخر أعمالها المكتوبة كان كتاب سياسة القسوة (1994)، والذي تحدثت فيه عن التعذيب الذي تقرّه الدولة في العديد من البلدان، والأم ميليت (2011)، الذي تحدثت فيه عن علاقتها بوالدتها. فازت بين عامي 2011 و2013 بجائزة لامدا بايونير للأدب، واستلمت جائزة يوكو أونو للشجاعة والفنون، وتقلّد اسمها في قاعة الشهرة الوطنية للمرأة.
وُلدت ميليت في ولاية مينيسوتا وترعرعت فيها، ثم قضت معظم حياة شردها في مانهاتن و«مستعمرة فن المرأة» التي تأسست في بكبسي، نيويورك، وأصبحت في ما بعد معقل ميليت للفنون في عام 2012. صرحت ميليت في عام 1970 بكونها مثلية الجنس، في نفس العام الذي نشرت فيه كتابها السياسة الجنسية. إلا أنها صرحت في وقت آخر من نفس العام بكونها مزدوجة الميول الجنسية. تزوجت ميليت من النّحات فوميو يوشيمورا (بين عامي 1965 و1985)، وتزوجت بعدها من صوفي كير واستمرت علاقتهما حتى وفاتها عام 2017.

## نشأتها وتعليمها
وُلدت كاثرين موراي ميليت في 14 سبتمبر من عام 1934 لأبويها جيمس ألبيرت وهيلين ميليت في سانت بول، مينيسوتا. تبعًا لميليت، كانت الفتاة تخاف من والدها الذي كان يعمل مهندسًا، نظرًا إلى أنه كان يضربها. كان الأب معاقرًا للكحول وهجر أسرته عندما كان عمر ميليت 14 عامًا، «تاركًا إياهم في حالة من الفقر». عملت والدتها مدرّسةً وبائعة تأمين. كان لها أختان، سالي ومالوري؛ كانت الأخيرة واحدة من شخصيات كتابها ثلاثة حيوات. نظرًا إلى نسبتها إلى الكاثوليك الأيرلنديين، التحقت ميليت بالمدارس الأبرشية خلال فترة طفولتها في سانت بول.
تخرجت ميليت عام 1956 بشهادة بكالوريوس في الأدب الإنجليزي من جامعة مينسوتا؛ كانت عضوًا في النادي النسوي ألفا بيتا ثيتا. دفعت عمتها الثرية نفقات دراستها في كلية سانت هيلدا، أوكسفورد، لتحصل على شهادة مع مرتبة الشرف من الدرجة الأولى في الأدب الإنجليزي عام 1958. كانت حينها أول امرأة أمريكية تحصل على تلك الشهادة من جامعة سانت هيلدا. بعد قضائها نحو 10 سنوات تعمل مدرسةً وفنانةً، التحقت ميليت ببرنامج الدراسات العليا للإنجليزية والأدب المقارن في جامعة كولومبيا عام 1968، ودرّست الإنجليزية خلال ذلك الوقت في كلية بارنارد. في أثناء وجودها هناك، دافعت ميليت عن حقوق الطلاب وحرية المرأة وإصلاح نُظُم الإجهاض. أكملت أطروحتها في شهر سبتمبر من عام 1969، وحصلت على درجة الدكتوراه بامتياز في شهر مارس من عام 1970.

## مسيرتها المهنية ونشاطها

### مسيرتها المبكرة فنانةً ومعلمةً
درّست ميليت الإنجليزية في جامعة كارولينا الشمالية بعد تخرجها من جامعة أكسفورد، ولكنها انسحبت من منتصف الفصل الدراسي لدراسة الفنون.
عملت في مدينة نيويورك معلمةً في رياض الأطفال، وتعلمت الرسم والنّحت بين عامي 1959 و1961. سافرت بعدها إلى اليابان لدراسة فن النحت. التقت ميليت بزميلها النحات فوميو يوشيمورا، وكان أول عرض لها في معرض مينامي بطوكيو، ودرّست الإنجليزية أيضًا في جامعة واسيدا. تركت اليابان عام 1963 وانتقلت إلى الجهة الشرقية السفلية من مدينة نيويورك.
درّست ميليت الإنجليزية في كلية برنارد عام 1964 وبدأت عرض أعمالها فيها. كانت بين مجموعة من الشباب الراديكاليين والمتعلمين المؤقتين الذين أرادوا النهوض بتعليم المرأة؛ أرادت ميليت تزويدهم «بالأدوات الضرورية لفهم مكانتهم ضمن المجتمع الأبوي». أدت وجهات نظرها تجاه السياسة الراديكالية والهجوم اللاذع ضد كلية برنارد وتخفيض في ميزانية الكلية إلى صرفها من عملها في 23 ديسمبر عام 1968. عُرضت أعمالها الفنية في معرض أقيم في استديو جودسون، قرية غرينتش. خلال تلك السنوات، أبدت ميليت اهتمامها بالسلام وحركة الحقوق المدنية، إذ انضمت إلى مؤتمر المساواة العرقية وشاركت في احتجاجاته.
في عام 1971، درّست ميليت علم الاجتماع في كلية برين ماور. بدأت في ذلك العام ببيع الممتلكات واستعادتها بالقرب من بكبسي، نيويورك؛ وهو ما تحول إلى «مستعمرة فنون المرأة» و«مزرعة الأشجار»، وهو مجتمع مخصص للفنانات والكاتبات النساء ومزرعة لأشجار عيد الميلاد. عملت بعد سنتين من ذلك مدرسةً في جامعة كاليفورنيا (بيركلي).

## حياتها الشخصية

### علاقاتها الشخصية
لم تكن ميليت تلك الفتاة «المهذبة، وفتاة الطبقة المتوسطة» التي أرادها العديد من عائلات ذلك الجيل والوسط الاجتماعي: إذ كانت صعبة المراس، وقاسية في صراحتها، وعنيدة. ذكرت الكاتبة ليزا فيذرستون، مؤلفة كتاب «الفتاة قوية»، أن صفات ميليت تلك هي التي جعلتها «واحدة من أكثر النسويات الراديكاليات تأثيرًا في سبعينيات القرن الماضي»، وكانت أيضًا سببًا في صعوبة علاقاتها الاجتماعية. كتبت ميليت العديد من مذكرات السيرة الذاتية التي وصفتها فيذرستون بكونها «قاسية في صراحتها»، حول نفسها وزوجها وحبيبها وعائلتها. تعرضت علاقتها بوالدتها إلى كثير من التوتر نظرًا إلى أفكارها الراديكالية، وشخصيتها المستبدة، ونمط حياتها غير التقليدي. شعرت هيلين بالانزعاج خصوصًا لدى ذكر ميليت مثليّتها ضمن كتبها. (مع الإشارة إلى ذكر ميليت كونها ثنائية الميول الجنسية في وقت لاحق من عام 1970). زاد توتر علاقاتها العائلية بعد إلزامها بالخضوع للعلاج النفسي، ومرة أخرى بعد نشرها لكتاب رحلة لوني بن.
ركزت ميليت على أمها في كتاب الأم ميليت، والذي تحدثت فيه حول إحاطتها علمًا من قبل أختها بمدى جدية تدهور صحة والدها هيلين وضعف الرعاية الصحية التي تلقتها في المنزل. أخرجت كيت والدتها من المنزل وأعادتها إلى شقة، حيث استطاع مقدمو الرعاية الصحية متابعة حالتها ومساعدتها. تتحدث ميليت في الكتاب عن «وضعها مع أمها -البعد بينهما وعلاقتها الاستبدادية، وفشل عائلتها في تقدير الوضع الإنساني للعجوز والمضرب عقليًا- بكلمات صريحة وقاسية. إلا أنها وصفت أيضًا لحظاتٍ من التسامح والتواضع والإعجاب».
خلال ذلك الوقت، طوّرت علاقة وثيقة بأمها لم تكن تتخيلها سابقًا والتي وصفتها بأنها «معجزة وهبة وهدية». كانت علاقتها بأخواتها مضطربة في ذلك الوقت، إلا أنهم قدِموا جميعًا لمساندة والدتهم خلال حياتها في شقتها. هناك بعض الآراء التي تقول إن دورها البطولي في كتاب الأم ميليت كان «على حساب أختيها».

## روابط خارجية
- كيت ميليت على موقع IMDb (الإنجليزية)
- كيت ميليت على موقع الموسوعة البريطانية (الإنجليزية)
- كيت ميليت على موقع مونزينجر (الألمانية)
- كيت ميليت على موقع ألو سيني (الفرنسية)
- كيت ميليت على موقع أول موفي (الإنجليزية)
- كيت ميليت على موقع إن إن دي بي (الإنجليزية)
- كيت ميليت على موقع قاعدة بيانات الفيلم (الإنجليزية)
- كيت ميليت على موقع كينوبويسك (الروسية)